# Afghánistán na Letních olympijských hrách 2012
Afghánistán se účastnil Letní olympiády 2012 ve čtyřech sportech. Zastupovalo jej 6 sportovců. Rohullahu Nikpainovi, který získal pro Afghánistán vůbec první olympijskou medaili na LOH 2008, se podařilo zopakovat bronzovou medaili ve váhové kategorii 68 kg.

## Medailové pozice
| Medaile | Sportovec       | Sport     | Disciplína    |
| ------- | --------------- | --------- | ------------- |
| Bronz   | Rohullah Nikpai | Taekwondo | Muži do 68 kg |